# نطاق طيفي

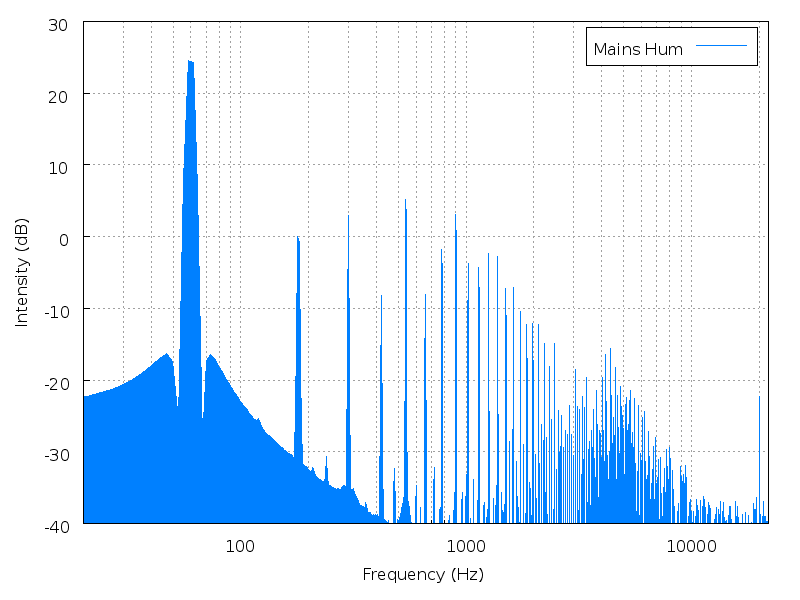
طيف ذو نطاقات مختلفة.

النطاق الطيفٌي (بالإنجليزية: band spectrum) يشير إلى جزء محدد من الطيف الكهرومغناطيسي (مثل الأشعة تحت الحمراء، المرئية، فوق البنفسجية، إلخ). الطيفٌ الضوئيٌّ مثلًا مؤلّف من مجموعة من الخطوط الطيفية المتقاربة، أو الحزم المُضيئة المتفاوتة في شدّة إضاءتها، وهو مميِّز للغازات الجزيئية والمركبات الكيميائية التي تُشكله. في معظم الأحيان، يشير المصطلح إلى النطاقات الكهرومغناطيسية.
وبشكل أعم، قد تشير الأطياف النطاقية أيضًا إلى نطاقات في أطياف أنواع أخرى من الإشارات، مثل طيف الضوضاء.
أما النطاق الترددي فهو مجال محدد ضمن المحور الترددي، يحده تردد أدنى وتردد أعلى. على سبيل المثال، قد يشير إلى نطاق لاسلكي معين، مثل معايير الاتصالات اللاسلكية التي تحددها الاتحاد الدولي للاتصالات.
يُستخدم النطاق الطيفٌي في التصوير أو التحليل الطيفي أو في الاستشعار عن بُعد، وتُقسَّم الأطوال الموجية إلى نطاقات لتحليل الخصائص المختلفة للأجسام. 

## مثال
- الاستشعار عن بعد يستخدم عدة نطاقات طيفية لدراسة سطح الأرض.
- يجب أن تشغل إشارة الاتصالات اللاسلكية نطاقًا من الترددات يحمل معظم طاقتها، يُطلق عليه اسم عرض النطاق الترددي (bandwidth). وقد يمثل النطاق الترددي قناة اتصال واحدة أو يُقسّم إلى عِدة قنوات. يُعد تخصيص نطاقات الترددات اللاسلكية للاستخدامات المختلفة وظيفة رئيسية في توزيع النطاق الطيفي اللاسلكي.